# Carl Römer (Politiker)
Carl August Römer  (* 25. Oktober 1836 in Alzey; † 29. März 1904 in Wiesbaden) war ein deutscher Gutsbesitzer, hessischer Politiker (NLP) und Abgeordneter der 2. Kammer der Landstände des Großherzogtums Hessen.
Carl Römer  war der Sohn des Gutsbesitzers Johann August Römer (1767–1857) und dessen zweiter Ehefrau Charlotte, geborene Fries (1805–1863). Römer, der evangelischen Glaubens war, war Gutsbesitzer in Alzey und heiratete 1870 in erster Ehe Katharina Magdalena Therese geborene Petri (1850–1880) und 1885 in zweiter Ehe Josephine geborene Böhme (1860–1912).
Von 1883 bis 1899 gehörte er der Zweiten Kammer der Landstände an. Er wurde für den Wahlbezirk Rheinhessen 2/Alzey gewählt.